# Operation Cartwheel
1942

Rabaul –
1. Salamaua-Lae –
Operation N –
Operation MO –
Korallenmeer –
Buna-Gona –
Kokoda Track –
Milne-Bucht –
Goodenough –
Buna-Gona-Sanananda –
Operation Lilliput 
1943

Wau –
Bismarcksee –
I –
2. Salamaua-Lae –
Chronicle –
Finisterre –
Cartwheel –
Bougainville –
Huon –
Neubritannien –
Bombardierung von Rabaul 
1944–1945

Admiralitätsinseln –
Emirau –
Take Ichi Konvoi –
Reckless –
Persecution –
Wakde-Sarmi –
Biak –
Noemfoor –
Driniumor –
Sansapor –
Morotai –
Aitape–Wewak

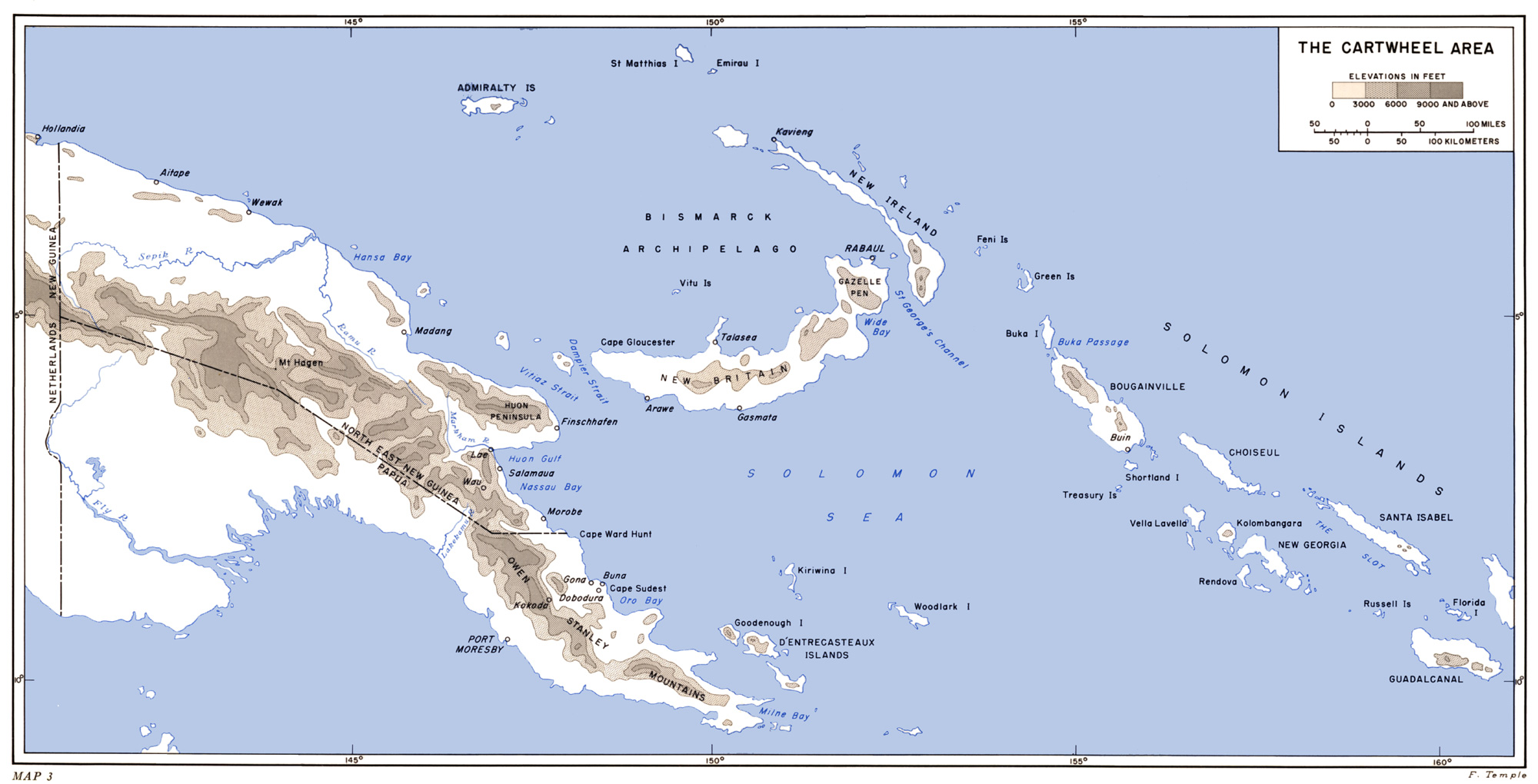
Operationsgebiet

Operation Cartwheel (deutsch Operation Wagenrad) war ein alliiertes Unternehmen im Pazifikkrieg während des Zweiten Weltkriegs. Sie wurde am 30. Juni 1943 gestartet und dauerte bis in das Jahr 1944 an. Sie zielte auf die Isolierung der wichtigen japanischen Basis Rabaul auf Neubritannien.

## Vorgeschichte
Im Februar 1942 hatten die Japaner Rabaul, das von australischen Einheiten besetzt war und zum Territorium Neuguinea gehörte, eingenommen. Sie bauten hier eine große befestigte Nachschubbasis für ihr Vorrücken im Südpazifik, die als wichtigstes Hindernis für die Alliierten angesehen wurde.

## Vorbereitung

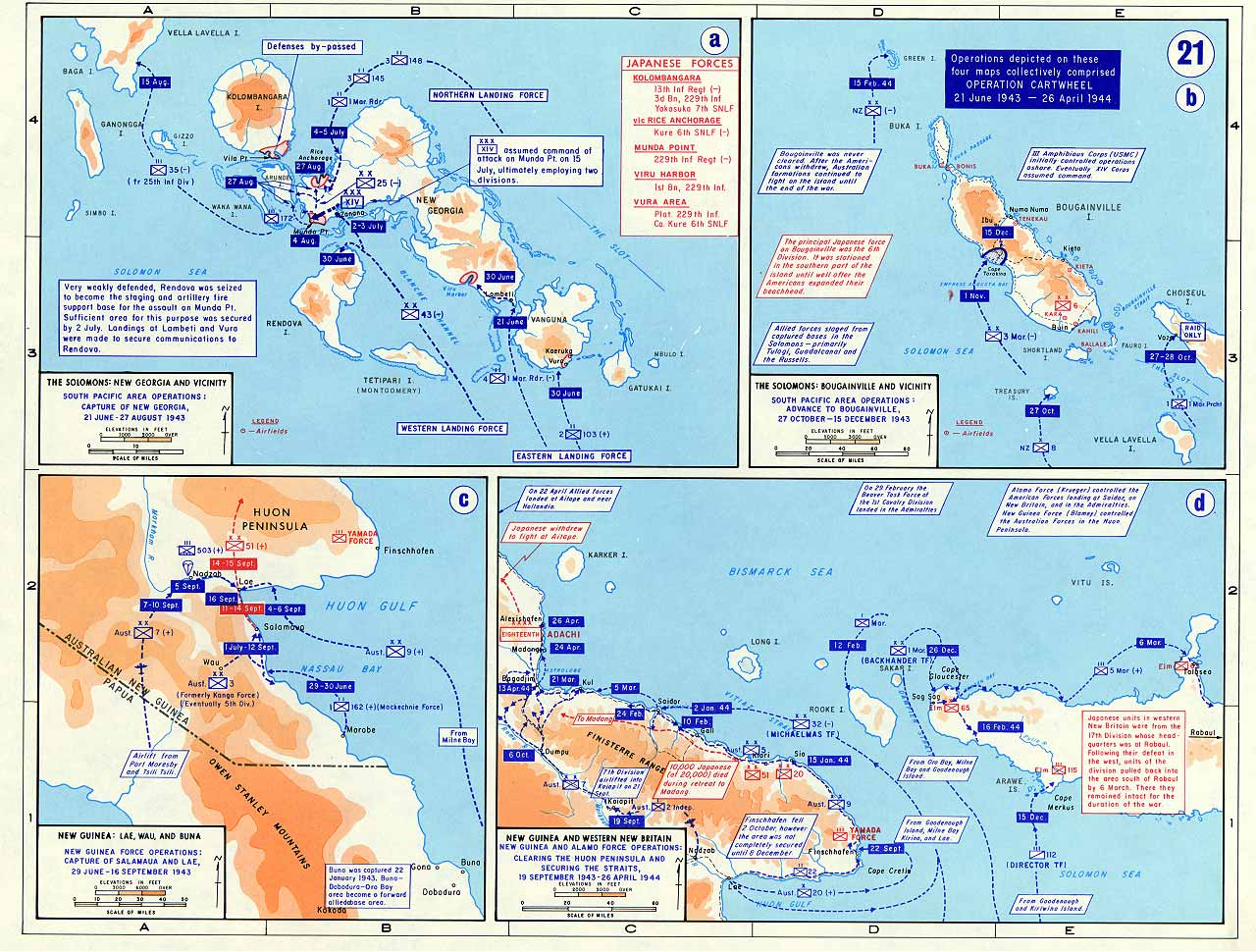
Teiloperationen

Verantwortlich für Planung und Ausführung war der alliierte Oberbefehlshaber in der Southwest Pacific Area (SWPA), General Douglas MacArthur. In die Operation direkt einbezogen waren Truppen der Vereinigten Staaten und Australiens. Auch Neuseeländische Einheiten und US-Truppen, die dem Oberbefehlshaber der Pacific Ocean Areas (POA) Admiral Chester W. Nimitz unterstanden, waren indirekt involviert, da sie weiter östlich durch die Salomonen auf Bougainville vorrückten.
Wenige Tage nach Abschluss der Operationen auf Guadalcanal Anfang Februar 1943 legte MacArthur seinen überarbeiteten Operationsplan vor. Er forderte darin zusätzlich fünf amerikanische Armeedivisionen an, um eine direkte Attacke auf Rabaul zu starten. Weiterhin sollten australische Kräfte zu seiner Verfügung gestellt werden. Am 28. März 1943 übermittelten die Joint Chiefs of Staff MacArthur eine Direktive zur Isolation Rabauls, in der drei Vorstöße auf Bougainville (Salomonen), in Ost-Neuguinea und im Westen Neubritanniens  vorgesehen waren. Dazu bekam er Unterstützung von der neu aufgestellten 6. US-Armee unter dem Befehl von Generalleutnant Walter Krueger, die auch unter ihrem Kodenamen Alamo Force bekannt wurde.
Die Befehle der Direktive lauteten wie folgt:
1. Aufbau von Flugfeldern auf Kiriwina und der Insel Woodlark, die vor der Ostspitze Neuguineas liegen
2. Die Eroberung von Lae und Salamaua am Huongolf, Finschhafen auf der Huonhalbinsel und Madang an der Nordküste Neuguineas
3. Die Landung bei Cape Gloucester an der Westspitze Neubritanniens (Operation Dexterity)
4. Die Einnahme der nördlichen Salomonen einschließlich New Georgias bis zur Südhälfte von Bougainville

Noch vor Beginn der Operation wurde der Oberbefehlshaber der Kombinierten Flotte Admiral Yamamoto Isoroku am 18. April von amerikanischen Jagdflugzeugen auf dem Flug von Rabaul nach Bougainville abgeschossen (Operation Vengeance), sein Nachfolger wurde Koga Mineichi.

## Verlauf

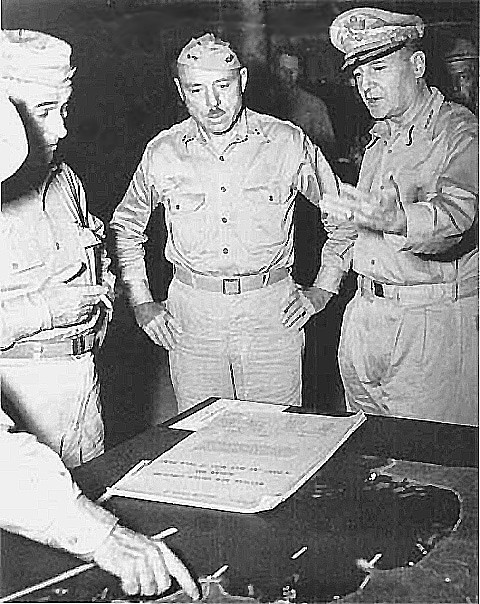
Die Generäle MacArthur, Krueger und Rupertus (1. Marine-Division) bei den Planungen für Operation Dexterity

Am 30. Juni starteten die Alliierten zeitgleiche Angriffe in Neuguinea und auf New Georgia in den Salomonen. Woodlark und Kiriwina wurden am selben Tag ohne Gegenwehr besetzt (→ Operation Chronicle). Die Schlacht um New Georgia, die auf alliierter Seite von Admiral William Halsey geleitet wurde, verlief nicht reibungslos, da sich den Angreifern eine große japanische Garnison entgegenstellte und das Gelände sehr unwegsam war. Sie dauerte bis August an, wodurch sich der Angriff auf Bougainville bis November verzögerte. Der Start der Bougainville-Kampagne mit der Landung am Kap Torokina fand schließlich am 1. November 1943 statt.
Die Hauptverantwortung für die Operationen im östlichen Inselteil Neuguineas lag bei dem australischen General Thomas Blamey. Der Angriff auf Lae und Salamaua von Landseite wurde Anfang September durch eine kombinierte Luft- und Seelandung bei Lae unterstützt und am 15. September konnte Lae eingenommen werden. Die australische Neuguineaarmee marschierte danach entlang des Finisterre-Gebirges Richtung Madang, das im April 1944 fiel. Die Landungskräfte führten am 22. September eine erneute Landung bei Finschhafen durch, das sie im Januar 1944 eroberten (vgl. Schlacht um die Huon-Halbinsel).
Die Landung auf Neubritannien – Operation Dexterity – wurde von der 6. US-Armee durchgeführt. Die Landungen fanden am 15. Dezember bei Arawe an der Südküste und am 26. Dezember bei Cape Gloucester statt. Die Landstreitkräfte bekamen Unterstützung von den alliierten Luftstreitkräften, die von Lieutenant General George Kenney geführt wurden, sowie den Seestreitkräften unter Vizeadmiral Arthur S. Carpender. Bis Februar 1944 zogen sich die Japaner aus dem Westteil der Insel zurück.

## Ergebnis

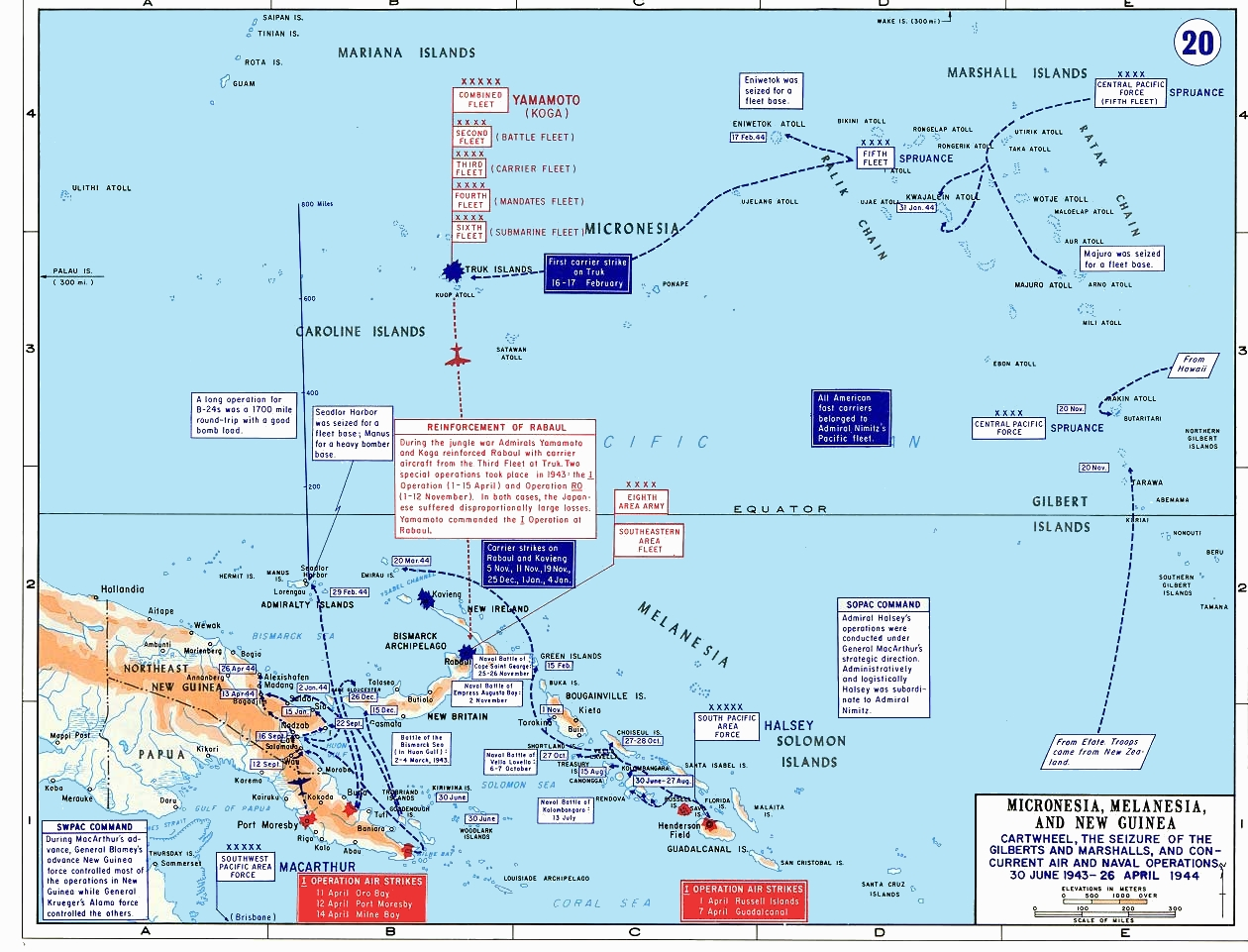
Operation Cartwheel im strategischen Kontext

Die Operation, die sich bis ins Jahr 1944 zog, zeigte die Effektivität einer Strategie auf, die die hochkonzentrierten feindlichen Einheiten umgeht, mit dem Ziel, die Verbindungs- und Nachschublinien des Gegners zu zerstören (Island Hopping). Rabaul selbst konnte bis Kriegsende von den Japanern gehalten werden.
Durch die gleichzeitigen Aktionen gegen die Gilbert- und Marshallinseln wurde Anfang 1944 der japanische Hauptflottenstützpunkt im Südpazifik Truk unhaltbar gemacht. Der strategische Schwerpunkt des Krieges verlagerte sich 1944 in den Zentralpazifik – zunächst zu den Marianen, mit Abschluss der Hauptoperationen auf Neuguinea dann zu den Philippinen.